# Maud királyné föld

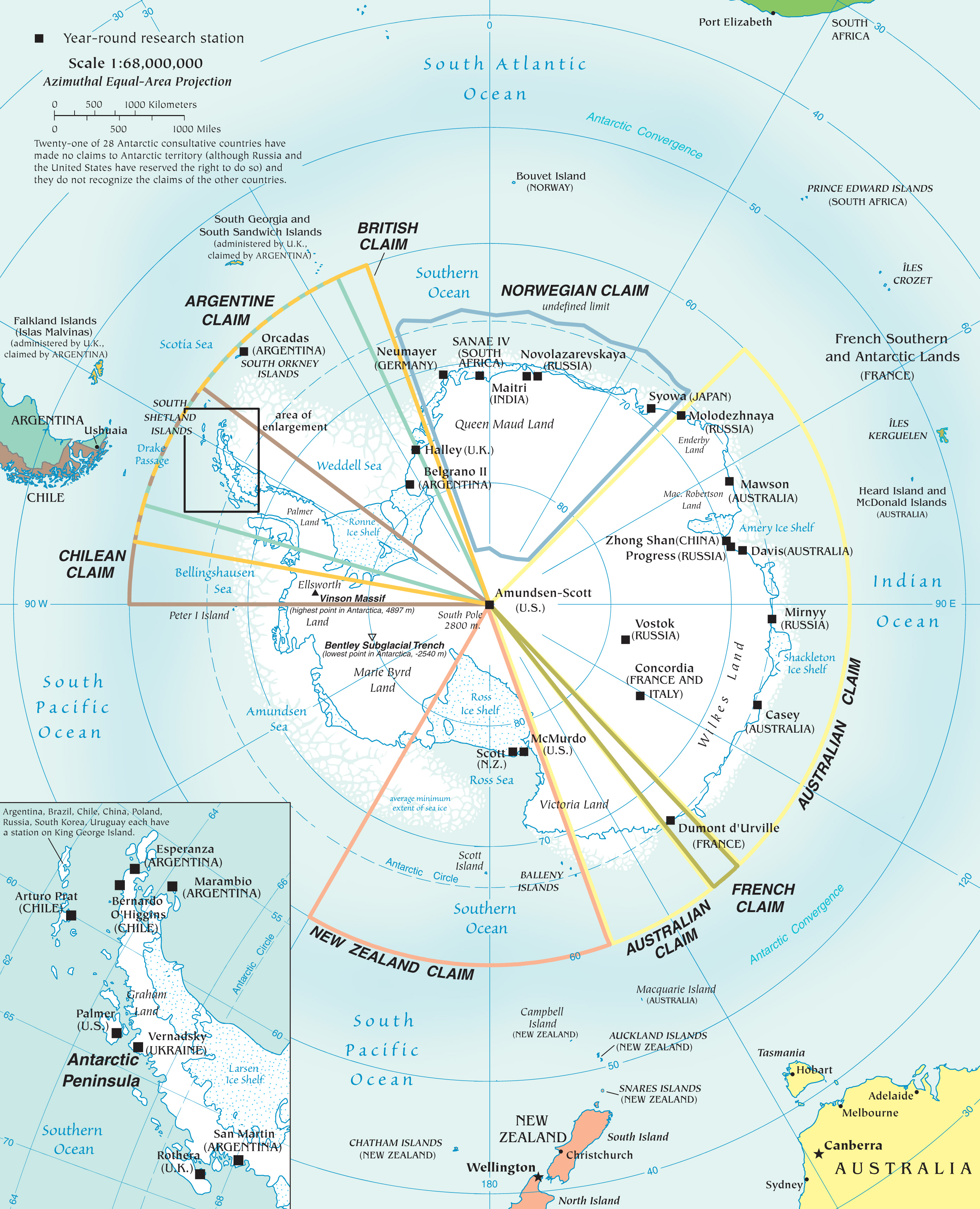
Területi igények az Antarktiszon

A Maud királyné  föld (norvégül: Dronning Maud Land) az Antarktisz egy része, amely a Stancombius-Willson-gleccser végén (20° ny. h.) és a Shinnan-gleccser végén áthaladó (44°38' k. h.) meridiánok közé esik. 1938. január 14. óta Norvégia igényt tart rá mint függő területre, de ezt – akárcsak az Antarktiszra vonatkozó többi területi igényt – nemzetközileg nem ismerik el; a terület az Antarktisz-egyezmény hatálya alá esik. Területe megközelítőleg 2,5 millió km², nagy részét jégpáncél borítja.
A nevét Matild norvég királynéről (1869–1938), VII. Haakon norvég király hitveséről kapta.

### Lásd még
- I. Péter-sziget, a másik, Norvégia által igényelt déli-sarkvidéki terület

### Külső hivatkozások
- Norvég Sarkkutatási Intézet